# Changsha
Changsha is stad en prefectuur en de hoofdstad van de zuidelijke provincie Hunan, Volksrepubliek China. Bij de volkstelling van 2020 had de stad zelf 6.654.633 inwoners, de prefectuur telde 10.047.914 inwoners op een oppervlakte van 11.819 km².  Inclusief de voorsteden Xiangtan en Zhuzhou vormt de stad de agglomeratie “Changzhutan" met 11.5 miljoen mensen.
De voormalige premier Zhu Rongji werd in Changsha geboren. Mao Zedong zat er gedurende enkele jaren op school en begon zijn opstand aanvankelijk in Changsha.
In het noordoosten van het stadscentrum ligt de archeologische site Mawangdui en een kilometer westelijker het Provinciaal Museum van Hunan waar een deel van de artefacten uit de Mawangdui-site tentoongesteld worden.
In de stad is een metronet met twee lijnen, een busnet met een honderdtal buslijnen en sinds mei 2016 een magneetzweeftrein tussen de stad en de luchthaven, de internationale luchthaven Changsha Huanghua. De stad wordt eveneens ontsloten door de hogesnelheidslijn Shanghai-Kunming en de hogesnelheidslijn Peking-Hongkong.

## Hoogste gebouw ter wereld
In november 2012 worden de funderingen gegoten voor wat het hoogste gebouw ter wereld zou moeten worden: 838 meter hoog, 220 verdiepingen, 104 liften en 17 landingsplatforms voor helikopters. Het project stond bekend als Sky City (Chinees: 天空城市; Pinyin: tiānkōng chéngshì).

Het gebouw zou reeds in maart 2013 opgeleverd worden, maar de Chinese overheid schortte de vergunning op uit beduchtheid voor de veiligheid, verkeersopstoppingen, en de gevolgen voor het milieu.
Er zou ook met het bouwen gestart zijn zonder alle nodige vergunningen. 
Op 8 juni 2016 werd het project definitief afgevoerd.
In 2017 werd wel de 452 meter hoge en op het moment van afwerking op dertien na hoogste wolkenkrabber ter wereld geopend, de Changsha IFS Tower T1.

## Bezienswaardigheden
- Guishan Guanyin
- Jonge Mao Zedong standbeeld

## Stedenband
- Saint Paul (Minnesota, Verenigde Staten)
- Bergen (België)

## Bekende inwoners van Changsha

### Geboren
- Huang Xing (1874-1916), revolutionair leider, staatsman en eerste opperbevelhebber van de Republiek China
- Zhu Rongji (1928), politicus

### Overleden
- Hudson Taylor (1832-1905), Britse zendeling en arts

## Galerij

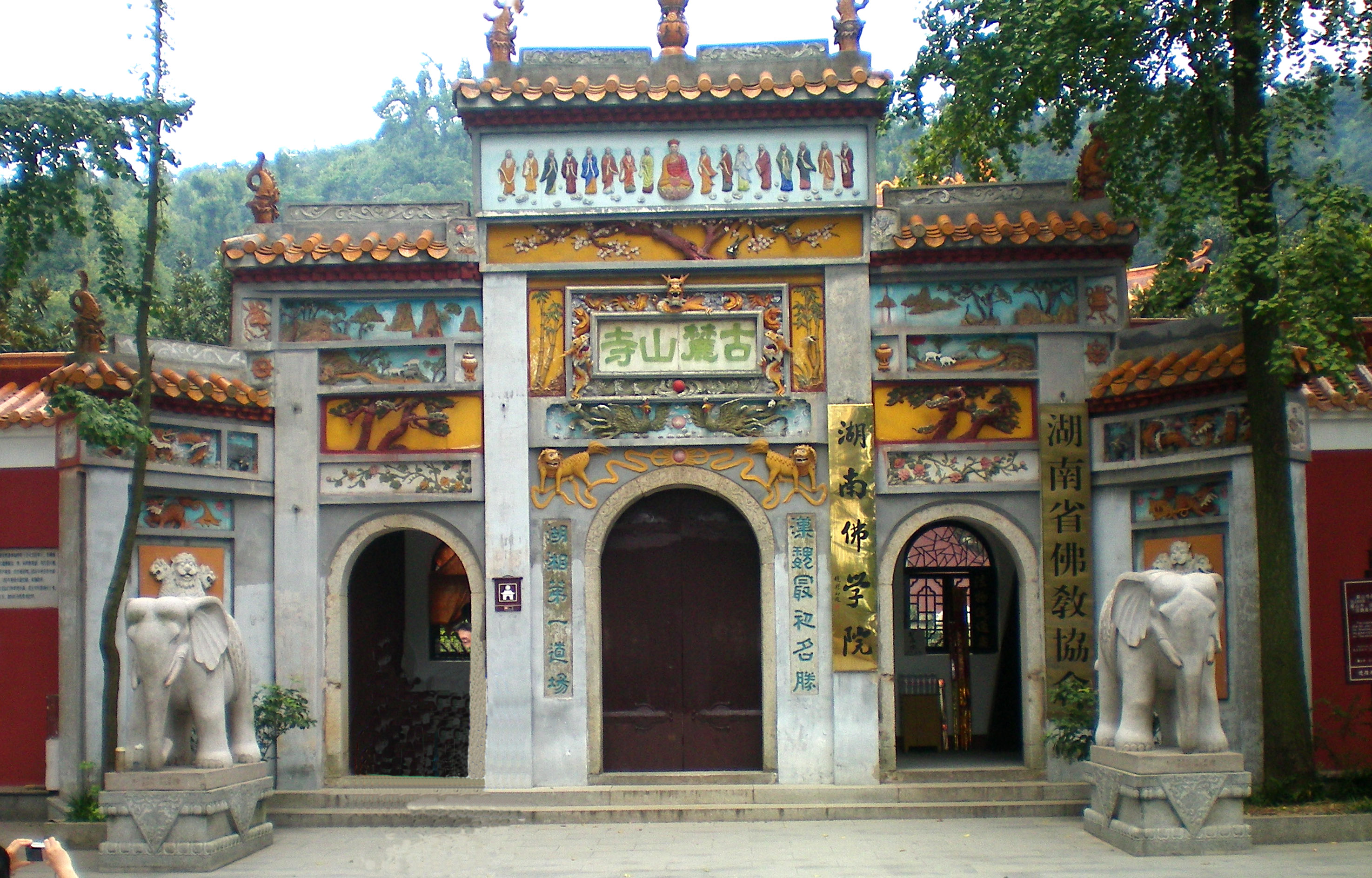
Lushantempel
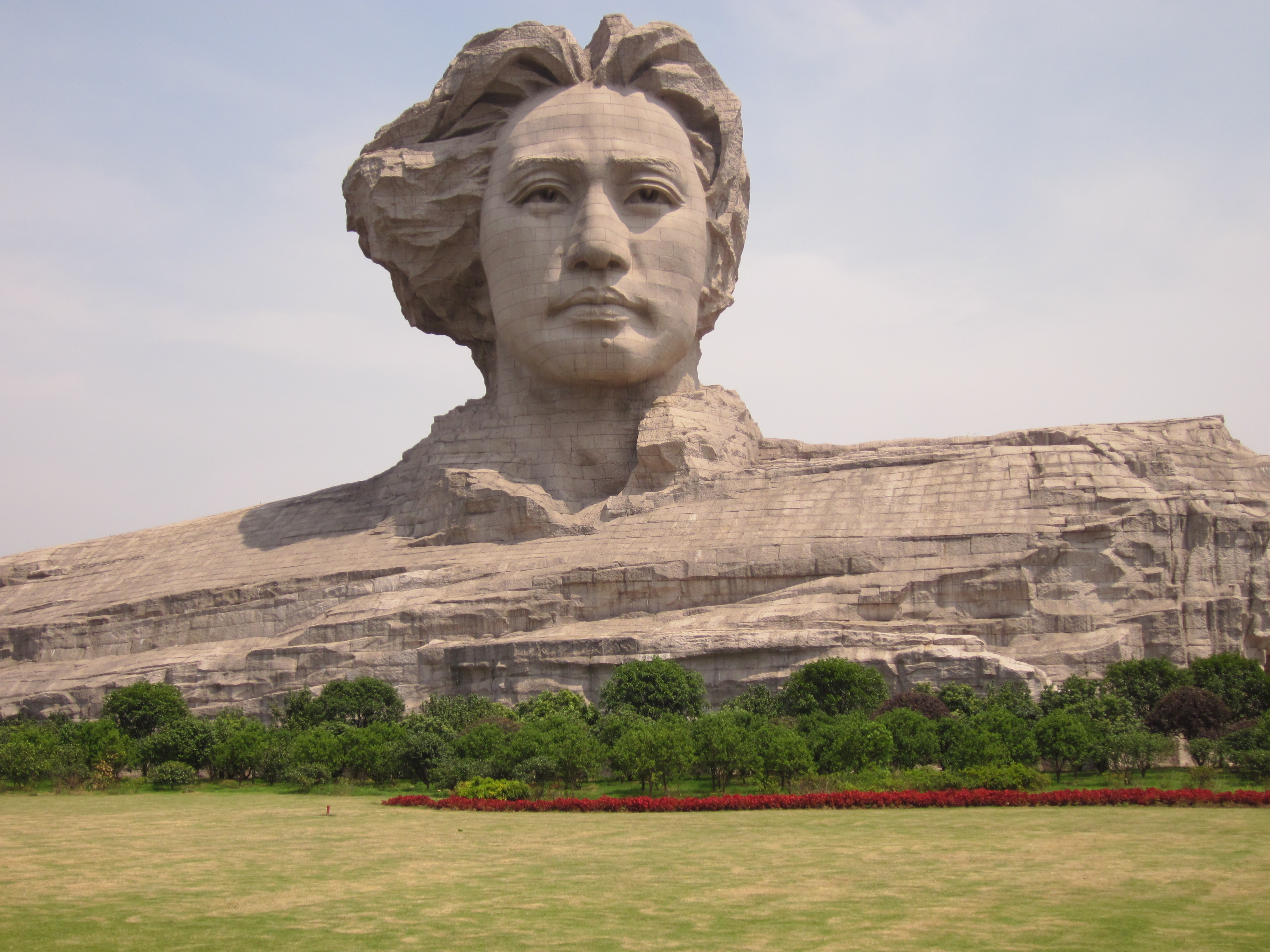
Jonge Mao Zedong standbeeld